# 変装婦警の事件簿
『変装婦警の事件簿』（へんそうふけいのじけんぼ）は、2000年から2002年までテレビ朝日系「土曜ワイド劇場」で放送された刑事ドラマシリーズ。全3回。主演は片平なぎさ。
変装の得意な婦警が華麗な七変化で事件の謎を解明していく。
第1作のタイトルは『変装婦警の殺人事件簿』であった。
第2作以降は第1作と設定が異なっている（一部、役柄を変えて同じ役者が出演している）。

## 変装婦警の殺人事件簿
- 森朝子（湘南警察署生活安全課 主任・巡査部長） - 片平なぎさ
- 森憲之（リサイクルショップ森 店主・朝子の夫） - 松村雄基
- 森文江（憲之の母） - 野村昭子
- 吉岡勝代（詐欺集団「サンエメラルド」女ボス） - 深浦加奈子
- 阿蘇（湘南警察署 生活安全課長） - 津村鷹志
- 東郷（県警本部捜査一課 警部） - 四方堂亘
- 岬摩耶（クイーン鎌倉店 店長） - 夏目玲
- 中（湘南警察署 係長） - 志賀圭二郎
- 菊村美佐子（菊村の妻） - 川島美津子
- 市橋都（燃料店のおかみさん） - 大島蓉子
- 鹿島誠治（クイーン鎌倉店 副店長） - 松永博史
- 菊村幸夫（ヘアサロン「クイーン」オーナー・婿養子） - 加門良
- 宮川（湘南警察署 刑事） - 出光秀一郎
- 宮崎（湘南警察署生活安全課） - 安田博美
- 徳大寺（湘南警察署 署長） - 加島潤
- マンション管理人 - 朝倉伸二
- 大杉（湘南警察署 副署長） - 田山涼成
- 西守（県警本部捜査一課 管理官・東大法学部出身のキャリア組） - 石橋保
- 石原琴美（喫茶店アルバイト） - 渡辺梓

## 変装婦警の事件簿

### 登場人物

#### 警視庁西東京警察署

##### 生活安全課
長田真理
演 - 片平なぎさ
主任。変装しての潜入捜査が得意。夫・秀行は札幌市へ単身赴任中。義母と2人暮らし。子供はなし。
川崎夏美
演 - 松谷由紀子（第3作）
真理の部下。
大矢玲子
演 - 大野雅子（第3作）
真理の部下。
菅原
演 - 津村鷹志
生活安全課長。真理の上司。

##### 刑事課
水島達也
演 - 八十田勇一（第3作）
刑事。
加納
演 - 森下哲夫
刑事課長。
河相圭一
演 - 西岡徳馬
刑事。警視庁捜査一課にて上司とトラブルを起こし西東京署に左遷された。

##### 署長
板倉
演 - 田山涼成
署長。

#### その他
長田とく子
演 - 野村昭子
真理の義母。
青山登志男
演 - 名古屋章（第3作）
真理の父。

#### ゲスト
第2作（2001年）
- 草野康隆（城北警備保障 業務課長） - 柳沢慎吾
- 草野邦彦（城北警備保障 専務・康隆の兄） - 羽場裕一
- 横山静香（ワールド情報システム 社員・ストーカー被害者） - 森下涼子
- 八重樫信代（ワールド情報システム 社員） - 山下容莉枝
- 権藤光雄（前科者） - 宇梶剛士
- 坂本晋平（城北警備保障社員・元刑事・真理の知り合い） - 沼田爆
- 佐々木道慶（僧侶） - 大島宇三郎
- 真理の部下 - 楊原京子
- サキ（帝都大学病院 医師） - 中野若葉
- ワールド情報システム 社員 - 杜澤泰文
- カメラマン - 本城丸裕
- マリッジサロン「菩提樹」職員 - 兎本有紀
- ワールド情報システム 社員 - 井上ユカリ
- キャバクラ嬢 - 山本恵美
- 草野昭造（城北警備保障 社長・邦彦と康隆の父） - 神山繁
- 家政婦 - 志賀眞津子
- 捜査責任者 - 新納敏正
- 帝都大学病院 婦長 - 和泉ちぬ
- 美容師 - 薬師神みゆき
- 城北警備保障 社員 - 千野邦子
- 草野（昭造の妻・故人） - 野田貴子

第3作（2002年）
- 吉岡真純（笹山の娘） - 中江有里
- 大貫幸代（笹山の秘書） - 渡辺典子
- 吉岡修二（新聞記者・真純の夫） - 中谷彰宏
- 佐倉瞳（女優） - 大竹一重
- 篠崎渉（パーティーの不審者） - 奥田崇
- 国光徹（フリーカメラマン） - 久保酎吉
- リポーター - 鈴木美佳
- 笹山誠吾（代議士） - 小野寺昭
- パーティの出席者 - 有輝りん

## スタッフ
- 脚本 - 渡辺善則、小木曽豊斗、田子明弘
- 監督 - 奥村正彦、吉田啓一郎、松田秀知
- 助監督 - 児玉宜久
- 選曲 - 合田豊
- 美術・技術協力 - テレビ朝日クリエイト
- 編集・MA - 神奈川メディアセンター
- プロデューサー - 今木清志（テレビ朝日）、中嶋等（松竹）
- 制作 - テレビ朝日、松竹

## 放送日程
| 話数                 | 放送日               | サブタイトル                                                                                           | 脚本                 | 監督                 | 視聴率               |
| 変装婦警の殺人事件簿 | 変装婦警の殺人事件簿 | 変装婦警の殺人事件簿                                                                                   | 変装婦警の殺人事件簿 | 変装婦警の殺人事件簿 | 変装婦警の殺人事件簿 |
| -------------------- | -------------------- | --- | -------------------- | -------------------- | -------------------- |
| 1                    | 2000年07月8日        | 変身潜入！主婦警官が覗いた女たちの秘めやかな犯罪 湘南・江の島“恋人の丘”に愛と殺意が燃えた…             | 渡辺善則             | 奥村正彦             | 15.5%                |
| 変装婦警の事件簿     |                      | |                      |                      |                      |
| 2                    | 2001年09月8日        | 豪華クルーザーお見合いパーティー連続殺人！ ナース、大富豪令嬢、OL…七変化潜入捜査の主婦警官、危機一髪！ | 小木曽豊斗           | 吉田啓一郎           | 17.6%                |
| 3                    | 2002年11月2日        | スチュワーデス、女医、国会議員秘書…七変化主婦警官、決死の潜入捜査！ ピアノの調べは殺意の逆転トリック！ | 田子明弘             | 松田秀知             | 17.2%                |

- 視聴率はビデオリサーチ調べ、関東地区・世帯